# مارتا زاباليتا
مارتا زاباليتا (بالإسبانية: Marta Zabaleta)‏ (1937 في الأرجنتين)؛ كاتِبة وشاعرة أرجنتينية. درست في جامعة ساسكس.